# Довілє Шакалєнє
Довілє Шакалєнє (нар. 1 червня 1978, Каунас, Литва) — литовський політик, психолог і журналіст, депутат Сейму Литовської Республіки, міністр оборони з 2024 року.

## Біографія
У 1996 році закінчила середню школу в Паневежисі. В 1994–1995 роках навчалася у середній школі Cibola, Нью-Мексико, США, протягом семестру в рамках програми обміну студентами Open Lithuania Foundation.
В 2001 році закінчила навчання за спеціальністю психологія у Вільнюському університеті. У 2003 році вона здобула ступінь магістра юридичної психології в Університеті Міхаеля Ремера. У 2004—2005 роках працювала викладачем у цьому ж університеті. Викладала психологію асоціальної поведінки та кримінальну психологію (практичні семінари).
У 2004—2015 роках була професійно пов'язана з ŽTSI, неурядовою організацією, яка опікується правами людини. Обіймала посади керівника проєкту та виконавчого директора. З 2011 року також професійно займається журналістикою. Була ведучою та продюсером на радіостанції Žinių radijas, аналітиком литовського відділення новинного порталу Delfi та журналістом, акредитованим при Раді Європи.
У 2016 році вона погодилася балотуватися до Сейму від Союзу фермерів і зелених Литви й дістала мандат депутата на виборах того ж року. У 2017 році вийшла з фракції LVŽS, приєдналася до парламентського клубу Ліберального руху, а потім того ж року вступила до групи Соціал-демократичної партії Литви. Приєдналася до ЛСДП; Від соціал-демократів успішно переобиралася депутатом на виборах у 2020 та 2024.
Відома своєю роботою у сфері запобігання насильству та захисту прав дитини. В 2017 році за її сприяння прийнятий новий Закон «Про основи захисту прав дитини», який визначив і заборонив усі види насильства над дітьми, включно з тілесними покараннями (Литва стала 53-ю країною у світі, яка це зробила), а також реформовано Державну службу захисту прав дитини та усиновлення (з 1 липня 2018 року).
У грудні 2024 року Довілє Шакалєнє зайняла посаду міністра оборони в новоствореному уряді Ґінтаутаса Палюцкаса.